# الوليد بن مزيد العذري
الوليد بن مزيد بن يزيد العذري، أبو العباس العذري، البيروتي، الشامي (126 هـ - 203 هـ) من أئمة الحديث وهو ثقة ثبت، صاحب الإمام الأوزاعي. أخذ عن الأوزاعي تصانيفه، قال الدارقطني: كان من ثقات أصحاب الأوزاعي، ثبت. قال العباس ابنه: مات أبي في سنة ثلاث ومائتين، عن سبع وسبعين.

## روايته للحديث النبوي
- أخذ عن الأوزاعي، وعن عبد الله بن شوذب وعبد الرحمن بن يزيد بن جابر وعثمان بن عطاء الخراساني، وسعيد بن عبد العزيز وعثمان بن أبي العاتكة ومقاتل بن سليمان وعدة.
- حدث عنه ابنه العباس بن الوليد العذري وأبو مسهر الغساني ودحيم وأبو عمير عيسى بن محمد الرملي وأحمد بن أبي الحواري ومحمد بن وزير الدمشقي وعبد الله بن خالد الرملي ومحمد بن عثمان الكفرسوسي وآخرون.[3]

## أقوال العلماء فيه
الجرح والتعديل
- قال أبو حاتم بن حبان البستي: ذكره في الثقات.
- قال أبو دواد السجستاني: ثقة.
- قال أبو عبد الله الحاكم النيسابوري: ثقة مأمون.
- قال أبو مسهر الغساني: ثقة لم يكن يحفظ وكانت كتبه صحيحة.
- قال أبو نصر بن ماكولا: كان من الثقات.
- قال أحمد بن شعيب النسائي: الوليد بن مزيد أحب إلينا في الأوزاعي من الوليد بن مسلم، لا يخطئ ولا يدلس.
- قال ابن حجر العسقلاني: ثقة ثبت.
- قال الأوزاعي: ما عرضت فيما حمل عني أصح من كتب الوليد بن مزيد.
- قال الدارقطني: ثقة ثبت.
- قال الذهبي: ثقة.
- قال دحيم الدمشقي: ثقة، ومرة: صحيح الحديث.
- قال محمد بن عيسى بن الطباع: أثبت أصحاب الأوزاعي.
- قال مسلمة بن القاسم القرطبي: ثقة.